# Trygve Lie
Trygve Halvdan Lie, norveški pravnik, politik in diplomat, * 16. julij 1896, † 30. december 1968.
Med drugo svetovno vojno je služil kot minister za zunanje zadeve norveške vlade v izgnanstvu v Londonu (1940–1945). Po vojni je bil leta 1946 imenovan za prvega generalnega sekretarja novoustanovljene Organizacije združenih narodov, to funkcijo je opravljal do leta 1952.